# Fulvaleni

I fulvaleni sono idrocarburi ottenuti formalmente connettendo due anelli tramite un doppio legame esociclico comune. Il nome deriva da quello dei fulveni, che hanno un solo anello. Il pentafulvalene (2), detto anche semplicemente fulvalene, è considerato il capostipite di questa famiglia di composti. Il triapentafulvalene (3) è noto anche come calicene dato che la sua formula assomiglia a un calice da vino.
In generale i fulvaleni sono molecole molto instabili; ad esempio il triafulvalene (1) non è mai stato isolato. Alcuni fulvaleni dovrebbero essere stabilizzati da possibili forme di risonanza. Ad esempio per il sesquifulvalene (4) si può considerare il contributo di una formula di risonanza che riunisce un catione tropilio e un anione ciclopendadienile, entrambi stabili e aromatici.
Fulvaleni stabili si possono ottenere con opportune sostituzioni o annulazioni; esempi sono il perclorofulvalene e il tetratiafulvalene (un ben noto semiconduttore organico). 

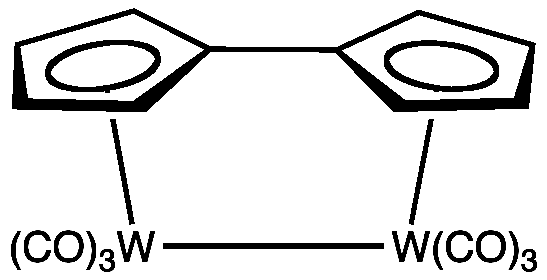
Un complesso tungsteno-fulvalene

I fulvaleni possono essere usati come leganti formando complessi organometallici stabili, contenenti derivati del dianione C10H82–, analogo a due anioni ciclopentadienile connessi. Si conoscono molti composti di questo tipo, soprattutto per i metalli di transizione nella prima parte del blocco d.